# Шелтон (Небраска)
Шелтон (англ. Shelton) — селище (англ. village) в США, в округах Баффало і Голл штату Небраска. Населення — 1034 особи (2020).

## Географія
Шелтон розташований за координатами 40°46′44″ пн. ш. 98°43′50″ зх. д. / 40.77889° пн. ш. 98.73056° зх. д. (40.778811, -98.730635).  За даними Бюро перепису населення США в 2010 році селище мало площу 1,90 км², уся площа — суходіл.

## Демографія
Згідно з переписом 2010 року, у селищі мешкало 1059 осіб у 391 домогосподарстві у складі 283 родин. Густота населення становила 558 осіб/км².  Було 442 помешкання (233/км²).
Расовий склад населення:
| - 85,6 % — білих - 0,6 % — корінних американців - 0,5 % — чорних або афроамериканців - 12,1 % — осіб інших рас |

До двох чи більше рас належало 1,2 %. Частка іспаномовних становила 18,4 % від усіх жителів.
За віковим діапазоном населення розподілялося таким чином: 31,5 % — особи молодші 18 років, 56,7 % — особи у віці 18—64 років, 11,8 % — особи у віці 65 років та старші. Медіана віку мешканця становила 34,7 року. На 100 осіб жіночої статі у селищі припадало 100,6 чоловіків;  на 100 жінок у віці від 18 років та старших — 98,1 чоловіків також старших 18 років.
Середній дохід на одне домашнє господарство  становив 58 222 долари США (медіана — 60 833), а середній дохід на одну сім'ю — 70 540 доларів (медіана — 66 587). За межею бідності перебувало 8,0 % осіб, у тому числі 8,3 % дітей у віці до 18 років та 15,7 % осіб у віці 65 років та старших.
Цивільне працевлаштоване населення становило 625 осіб. Основні галузі зайнятості: виробництво — 22,1 %, освіта, охорона здоров'я та соціальна допомога — 15,4 %, мистецтво, розваги та відпочинок — 9,8 %, сільське господарство, лісництво, риболовля — 8,6 %.